# Verwaltungskosten
Der Begriff der Verwaltungskosten ist ein Fachbegriff verschiedener wissenschaftlicher Disziplinen, namentlich der deutschen Rechtswissenschaft, Verwaltungswissenschaft und Betriebswirtschaftslehre, wobei die jeweiligen Bedeutungen erheblich voneinander abweichen. Ihnen ist gemeinsam, dass es sich um eine Kostenart handelt, die durch Verwaltungstätigkeit verursacht wird.

## Verwaltungskosten in der Rechtswissenschaft
Die juristischen Verwaltungskosten stellen einen zentralen Begriff des deutschen Verwaltungsrechts und Abgabenrechts dar. Verwaltungskosten ist der Oberbegriff zu Gebühren und Auslagen und als solcher neben Steuern, Beiträgen und Sonderabgaben eine der vier Erscheinungsformen der öffentlichen Abgaben im engeren Sinne. Gebühren sind dabei die aufgrund eines Gesetzes erhobene öffentlich-rechtliche Gegenleistung für die Vornahme einer Amtshandlung, d. h. einer individuell zurechenbaren Leistung (Haupt- wie Nebenleistung) durch eine öffentliche Stelle, namentlich einer Behörde. Leistung umfasst insoweit nicht nur vom Gebührenpflichtigen gewollte, sondern auch alle anderen aufgrund öffentlich-rechtlicher Pflichten durch ihn veranlassten Handlungen oder Unterlassungen dieser Stelle. Gebühren sind dabei in der Regel so zu bemessen, dass sie die tatsächlich anfallenden Kosten der handelnden Behörde decken. Auslagen sind daneben Kosten, die zur Erbringung der Leistung notwendigerweise bei der Behörde angefallen sind, obwohl sie vom Leistungsempfänger zu tragen sind. Sie entsprechen den privatrechtlichen erforderlichen Aufwendungen.
Im Gegensatz zur Verwendung in der Betriebswirtschaftslehre werden als öffentliche Verwaltungsleistungen alle Leistungen von Verwaltungen (Amtshandlungen) verstanden und nicht nur die Leistungen, die als unterstützende Funktionen für die eigentliche Funktion (Produktion) notwendig sind. Im Verwaltungskostengesetz werden somit alle Leistungen der öffentlichen Verwaltung zur Erstattung vorgesehen, auch die eigentlichen Produkte in Form von Amtshandlungen. Die Kalkulation der Kosten orientiert sich nicht an den Echtkosten. Stattdessen sind die Verwaltungskosten so zu bemessen, dass ein Ausgleich zwischen den Aspekten Gebührenhöhe, Bedeutung der Aufgabe und wirtschaftlichem Nutzen gewährleistet sein muss und zudem die Gebührensumme nicht die Gesamtkosten übersteigt (vgl. § 3 VwKostG).
Verwaltungskosten sollen dabei der grundsätzlichen Konstruktion der öffentlichen Abgaben nach nur solche Leistungen des Staates abdecken, welche im überwiegenden Einzelinteresse, quasi als Sonderleistung des Staates an den Privaten erbracht werden. Originäre, fundamental dem Staat obliegende Kernaufgaben (Ordnungs- und Kriminalpolizeiliche Tätigkeit im Allgemeinen, nicht individuell zurechenbare Interessen, Wahlhandlungen, Betätigung von Volksvertretern und Regierungen) sollen dagegen über das allgemeine Steueraufkommen als Haupteinnahmequelle des Gemeinwesens finanziert werden. Für diesen Bereich ist das Verwaltungskostenrecht im Grundsatz versperrt und nur ausnahmsweise (aufgrund eigener Regelungen) zulässig.

### Gesetzliche Regelung
Aufgrund der föderalen Struktur Deutschlands und der verteilten Gesetzgebungskompetenz bestehen sowohl gesetzliche Regelungen auf Bundes- wie auf Landes- und Kommunalebene.

#### Bundesebene
Von 1970 bis zum 15. August 2013 regelte das Verwaltungskostengesetz (VwKostG) als Zentralnorm die Erhebung von Verwaltungskosten durch Bundesbehörden, bundesunmittelbare juristische Personen, Anstalten und Stiftungen des öffentlichen Rechts, sowie dergleichen der Länder, soweit diese Bundesrecht ausführten. Es enthielt allgemeine Vorschriften über die Kostenerhebung und verwies im Übrigen auf ausführende Gebührenordnungen. Die jeweiligen Gebührentatbestände und -höhen wurden durch diese Gebührenordnungen festgesetzt.
Mit Inkrafttreten des Gesetzes zur Strukturreform des Gebührenrechts des Bundes wurde das VwKostG durch das Bundesgebührengesetz abgelöst. Bisherige Gebührenordnungen bleiben aber bis zu ihrer Ablösung neuer Gebührenordnungen nach dem Bundesgebührengesetz in Kraft.

#### Landesebene
In allen 16 Bundesländern bestehen daneben eigene (Landes-)Kosten- oder Gebührengesetze, welche die Landesbehörden zur Kostenerhebung für Leistungen nach originärem Landesrecht (Polizei, Feuerwehr, Schulen und Hochschulen, Kultureinrichtungen, öffentlicher Nahverkehr) ermächtigen. Auch hier wird in der Regel auf besondere Gebührenordnungen für die tatsächlichen Gebührentatbestände und ihre Höhe verwiesen.

#### Kommunalebene
Für die kommunale Ebene, d. h. Gemeinden und (Land-)Kreise, ist die Ermächtigung zur Erhebung von Verwaltungskosten für Verwaltungsleistungen der kommunalen Einrichtungen in Selbstverwaltungsangelegenheiten an die jeweiligen Kommunalabgabengesetze der Länder gebunden, im Übrigen an die einschlägigen Gesetze des Bundes oder des jeweiligen Landes.

## Verwaltungskosten in der Betriebswirtschaftslehre
Im Gegensatz zur Verwendung des Begriffs in der Rechtswissenschaft werden Verwaltungskosten in der Betriebswirtschaftslehre begrifflich von den Herstellungs- und Vertriebskosten abgegrenzt.

### Begriffsbestimmung
Eine genaue Definition dessen, was Verwaltungskosten sind, liefert das HGB nicht. Aufgrund der Definitionsproblematiken existiert keine allgemeinverbindliche Auflistung von Verwaltungskosten, da die Verwaltungstätigkeiten nicht eindeutig abgegrenzt werden können. Das Fehlen einer solchen allgemeinverbindlichen Definition lässt sich damit begründen, dass für die unterschiedlichen Unternehmenszwecke keine einheitliche Definition existieren kann. Ein Definitionsansatz ist der unternehmensindividuelle Umgang mit der Verrechnung von Verwaltungsleistungen.
In der Literatur finden sich die folgende Näherungsversuche:
Alle Kosten, die nicht in der Produktion oder im Vertrieb anfallen und die der Verwaltung des Unternehmens zuzuschreiben sind, nennt man Verwaltungskosten (alternativ auch Regiekosten). Da diese Kosten nicht einem Produkt oder einer Dienstleistung direkt zugeordnet werden können, sind sie hinsichtlich ihrer Gattung immer als Gemeinkosten zu werten und werden anteilig auf die Produkte umgelegt. Verwaltungskosten sind die in monetären Einheiten gemessenen Aufwendungen für Verwaltungsleistungen. Neben den Herstellungskosten (Kosten der Produktion oder Dienstleistung) und den Vertriebskosten stellen die Verwaltungskosten den dritten Kostenblock eines Unternehmens oder einer Einrichtung dar. Eine eindeutige Abgrenzung, was Verwaltungskosten sind, existiert nicht.
Regelmäßig werden Personal- und Sachkosten folgender Bereiche zu Verwaltungskosten hinzugezählt:
- Unternehmensführung und -steuerung
- Personalwesen
- Rechnungswesen
- Informationstechnologie

Andere Aufstellungen für Verwaltungskosten detaillieren die Sachkosten stärker:
- Kosten des Verwaltungspersonals
- Aufsichtsratsvergütungen
- Verbandsbeiträge
- Prüfungskosten
- Miete und Pacht
- Abschreibung auf Betriebs- und Geschäftsausstattung
- Postgebühren
- Reisekosten (sofern keine Vertriebskosten)

### Verwendung
In der Betriebswirtschaftslehre wird der Begriff der Verwaltungskosten im Zusammenhang mit der Gewinn- und Verlustrechnung eines Unternehmens verwendet. Das Handelsgesetzbuch (HGB) sieht für die Gliederung der Gewinn- und Verlustrechnung zwei Verfahren vor (§ 275 HGB), das Gesamtkostenverfahren und das Umsatzkostenverfahren. Bei letzterem sind unter dem Gliederungspunkt 5 die „allgemeinen Verwaltungskosten“ als eigenständige Kostenposition von den Umsatzerlösen abzuziehen. Bei Anwendung des Gesamtkostenverfahrens sind diese Kosten unter der Position „sonstige betriebliche Aufwendungen“ (Ziffer 8) zusammengefasst.
In der Kosten- und Leistungsrechnung können die Verwaltungskosten im Gegensatz zu Material- oder Produktionskosten nur auf Gemeinkostenstellen gebucht werden und müssen mittels Verrechnungsansätzen in der Zuschlagskalkulation auf Kostenträger entlastet werden. Dass auch diese Abgrenzung und Definition von Verwaltungskosten nicht eineindeutig ist, zeigt sich beispielsweise daran, dass nach § 255 HGB besondere Verwaltungskosten bei den Herstellkosten aktivierungsfähig sind, sofern sie direkt in der oder für die Herstellung anfallen (Beispielsweise Material- und Werkzeugverwaltung, Lagerverwaltung). Gemäß IAS (IAS 2.13f. und IAS 16.15) müssen sogar bestimmte Kosten der Verwaltung, die direkt herstellungsbezogen sind, aktiviert werden.

### Besonderheiten bei Spendenorganisationen
Die Vorgänge um das deutsche UNICEF-Komitee Anfang 2008 erhöhten die öffentliche Aufmerksamkeit für die Verwaltungskosten von Spendenorganisationen. Hierzu veröffentlicht das Deutsche Zentralinstitut für soziale Fragen jährlich in seinem Spendenalmanach die Höhe der Verwaltungskosten an den Gesamtausgaben. Drei Kategorien sind definiert: 0–10 Prozent (niedrig, 47 Prozent aller gelisteten Organisationen); 10–20 Prozent (angemessen, 34 Prozent) und 20–35 Prozent (vertretbar, 19 Prozent). Die berücksichtigten Kosten umfassen zwei Gruppen: Die Ausgaben, die der Mittelbeschaffung und Selbstdarstellung dienen (Werbekosten) sowie alle sonstigen Ausgaben, die der satzungsgemäßen Arbeit nicht unmittelbar dienen (Verwaltungskosten wie Personalverwaltung, Buchführung, Spendenverwaltung, Rechnungswesen, Kommunikation, Wirtschaftsprüfung, Rechtsberatung). Projektnebenkosten werden als Projektausgaben definiert.

## Verwaltungskosten in der Verwaltungswissenschaft
In der Verwaltungswissenschaft zeigt sich eine dritte Interpretation des Verwaltungskostenbegriffs. Der Begriff wird – neben der bereits angesprochenen Verwendung im Gebührenrecht – im Bereich der Sozialversicherung verwendet. Dort dient er zur Unterscheidung zwischen Leistungsausgaben (Rente, Krankheit) und den Kosten der Verwaltung, die folgende Einzelpositionen umfassen:
- Personalkosten
- Sachkosten
- Werbungskosten
- Aufwendungen für die Selbstverwaltung
- Kosten für Rechtsverfolgung und Schiedsverfahren
- Beiträge für Vergütungen an Dritte für Verwaltungszwecke.

Dem Bundesministerium für Gesundheit zufolge betrugen die Verwaltungskosten der Gesetzlichen Krankenversicherung im Jahr 2005 5,6 Prozent der Gesamtkosten. Die Deutsche Rentenversicherung gibt für ihren Bereich einen Wert von 1,5 Prozent an. Fraglich ist, welche Maßstäbe zur Bezifferung von Verwaltungskosten anzulegen sind und insbesondere, inwieweit eine Vergleichbarkeit der prozentualen Angaben gegeben ist. In der Krankenversicherung fallen eine Vielzahl unterschiedlichster Geschäftsvorfälle während des gesamten „Versicherungsverlaufes“ an, wohingegen sich dies in der Rentenversicherung regelmäßig auf das Ende des „Versicherungsverlaufes“ beschränkt. In der Unfallversicherung lässt sich dies am Beispiel der Unfallrenten noch deutlicher darstellen: Die Kosten der Rentenfeststellung an sich unterscheiden sich nicht, jedoch ist die Rentenhöhe – an der die Verwaltungskosten u. a. anteilig gemessen werden – sehr unterschiedlich: Bei den gewerblichen Berufsgenossenschaften richtet sich die Rentenhöhe nach dem tatsächlichen Jahresarbeitsverdienst währenddessen sich beispielsweise die Rentenhöhe bei den landwirtschaftlichen Berufsgenossenschaften nach sehr geringen, pauschalierten Jahresarbeitsverdiensten berechnet.